# Drosophila subsilvestris
Drosophila subsilvestris är en tvåvingeart som beskrevs av Elmo Hardy och Kenneth Y. Kaneshiro 1968. Drosophila subsilvestris ingår i släktet Drosophila och familjen daggflugor.
Artens utbredningsområde inkluderar stora delar av Europa samt Hawaii. Arten är reproducerande i Sverige.